# Stazione di Bivio Latronico
La stazione di Bivio Latronico era una stazione ferroviaria situata lungo la vecchia linea a scartamento ridotto Lagonegro-Castrovillari-Spezzano Albanese delle Ferrovie Calabro Lucane, al servizio del piccolo centro abitato di Pecorone.

## Storia
La stazione venne attivata il 28 ottobre 1929, tra le località di Nemoli-Trecchina e Pastorella, contestualmente al tratto di linea Lagonegro-Laino Bruzio insieme agli impianti di Rivello, Nemoli, Lauria, Galdo, Prestieri, Castelluccio Superiore, Castelluccio Inferiore e Rotonda-Viggianello, inizialmente con la denominazione di "Bivio Seluci".
A causa di una grave deformazione del viadotto Serra, tra Lagonegro e Rivello, verificatosi a cominciare dal 1952 per una serie di eventi franosi, si verificò un graduale calo dell'utenza viaggiante, che portò, dal 1º agosto 1973, anche per il tratto ferroviario compreso tra Rivello e Bivio Latronico, alla sostituzione del servizio ferroviario con quello offerto da una linea di autobus. La chiusura totale al traffico avvenne il 18 giugno 1978 con la chiusura fino a Spezzano Albanese; la definitiva soppressione venne decretata il 20 gennaio 1979.
Dal 28 luglio 1986 tutta l'area e i fabbricati di stazione vengono trasferiti dal demanio pubblico ferroviario al patrimonio degli immobili statale. Successivamente, in seguito alla soppressione del servizio, venne istituito un percorso ciclopedonale di circa 3 km. Per quanto riguarda l'impianto invece, il fabbricato viaggiatori è stato riadibito ad uso privato e il magazzino merci trasformato in una cappella dedicata alla Madonna di Fátima, mentre tutto il piazzale venne smantellato e riutilizzato per la viabilità locale.

## Strutture e impianti
La stazione era composta di un fabbricato viaggiatori, di una rimessa e di uno scalo merci, questo a sua volta costituito di due binari tronchi, di un piano caricatore e di un magazzino. Era presente anche un casello lato Lagonegro, recante la progressiva chilometrica 11+475,30.

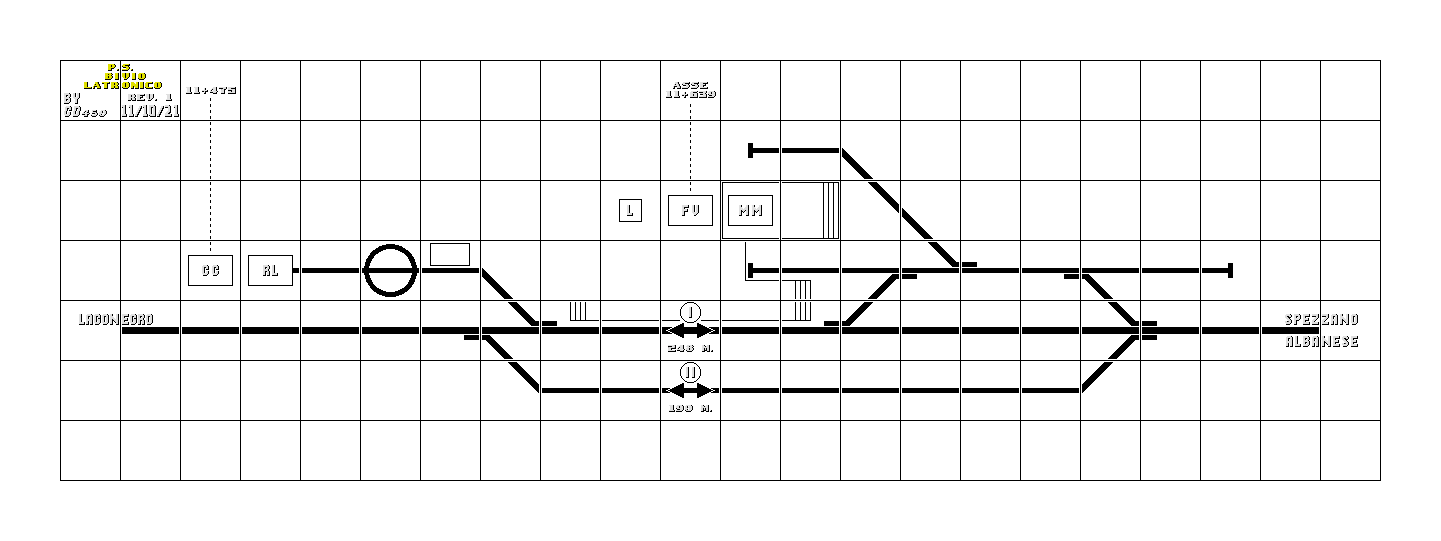
Piano schematico approssimativo della stazione
Fonte di riferimento:

Il piazzale si componeva nel complesso di quattro binari: due di circolazione (uno di corsa servito da banchina, lungo 248 m e uno su tracciato deviato, lungo 190 m) e i due per lo scalo. Era inoltre presente un'asta di manovra sulla quale era posizionata una piattaforma girevole e un rifornitore idrico.

## Movimento
La stazione era servita da diversi treni giornalieri di 2ª classe circolanti tra i due capolinea, man mano che il servizio ferroviario veniva limitato, le tratte scoperte venivano garantite con delle autolinee sostitutive.

## Servizi
La stazione disponeva di:
- Biglietteria a sportello
- Sala d'attesa
- Servizi igienici[10]